# Festival panafricain du cinéma et de la télévision de Ouagadougou 2007
Le FESPACO 2007 est la 20e édition du Festival panafricain du cinéma et de la télévision de Ouagadougou dont Manu Dibango est le parrain officiel. Il se déroule du 24 février au 3 mars 2007 à Ouagadougou. Le thème de cette édition est « Cinéma africain et diversité culturelle » et le Mali est le pays invité d’honneur.Le film Ezra de Newton Aduaka décroche l'Étalon de Yennenga,.

## Palmarès
- Étalon d'Or de Yennenga : Ezra de Newton Aduaka (Nigéria)[4]
- Étalon d'Argent de Yennenga : Les Saignantes de Jean-Pierre Bekolo (Cameroun)
- Étalon de Bronze de Yennenga : Daratt de Mahamat Saleh Haroun (Tchad)

## Autres récompenses

### Longs métrages
- Prix spécial de l'Union européenne : Daratt de Mahamat Saleh Haroun (Tchad)
- Prix Oumarou Ganda (meilleure première œuvre) : Barakat de Djamila Sahraoui (Algérie)
- Prix de la meilleure interprétation féminine : Adèle Ado et Dorylia Calmel
- Prix de la meilleure interprétation masculine : Lotfi Abdelli pour Making of
- Prix du meilleur scénario : Barakat de Djamila Sahraoui (Algérie)
- Prix de la meilleure image : Daratt de Mahamat Saleh Haroun (Tchad)
- Prix du meilleur son : L’Ombre de Liberty de Imunga Ivanga (Gabon)
- Prix de la meilleure musique : Barakat de Djamila Sahraoui (Algérie)
- Prix du meilleur décor :  Africa Paradis de Sylvestre Amoussou (Bénin)
- Prix du meilleur montage : Making of de Nouri Bouzid (Tunisie)
- Prix du public décerné par Radio France internationale (RFI) et le ministère français des Affaires étrangères : Il va pleuvoir sur Conakry de Cheick Fantamady Camara (Guinée)
- Prix Paul Robeson (meilleur long métrage de la diaspora africaine) : Le président a-t-il le SIDA ? de Arnold Antonin (Haïti)

En 2007 est créée une compétition de films documentaires.

### Prix spéciaux[6][réf.incomplète]
- Prix des Nations unies pour la promotion d’une culture de la paix et de la tolérance : Newton Aduaka (Nigeria) pour Ezra
- Prix des Nations unies pour la promotion des droits de la femme : Tahirou Tasséré Ouédraogo (Burkina Faso) pour Djanta
- Prix des Nations unies pour la promotion des droits de l’enfant : Gahité Fofana (Guinée) pour Un matin bonne heure
- Prix des Nations unies pour la promotion de la gestion durable de l’environnement : Fitouri Belhiba (Tunisie) pour Sacrées bouteilles
- Prix spécial de l’intégration africaine (décerné par l’Union économique et monétaire ouest-africaine, UEMOA) :
  - long métrage : Issa Brahima Traoré (Burkina Faso) pour Le Monde, un ballet
  - court métrage : Dyana Gaye (Sénégal) pour Dénéweti
  - Télévision-vidéo : Valérie Kaboré (Burkina Faso) pour Ina
- Prix de Plan Burkina pour les droits de l’homme : Newton Aduaka (Nigeria) pour Ezra
- Prix de l’Institut national des langues et civilisations (INALCO) : Newton Aduaka (Nigeria) pour Ezra
- Prix de l’Action Mondiale contre la pauvreté (AMCP) : Abderrahmane Sissako, pour Bamako